# Турка (город)
Ту́рка (укр. Ту́рка, иногда Турка-над-Стрыем) — город в Самборском районе Львовской области Украины. Административный центр Турковской городской общины.
Город расположен на юге Львовщины в Украинских Карпатах (в Верхнеднестровских Бескидах), на левом берегу реки Стрый с его притоками Яблонькой и Литмиром, между горами Шименко, Кичера, Венец и Осовня. Турка находится на высоте 557 метров над уровнем моря. Расстояние до Львова — 137 км, до Ужгорода — 107 км. Через город проходят железнодорожная и шоссейная магистрали Львов—Ужгород. Есть железнодорожная и автобусная станции. Автобусное соединение Турка имеет с Львовом и городами Львовской области, с Ужгородом, а также с польским городом Перемышлем.
В городе имеются предприятия пищевой и лесной промышленности. Здесь находятся источники минеральной воды, в том числе известной «Нафтуси».

## Климат
- Среднегодовая температура воздуха — 4,72 °C
- Относительная влажность воздуха — 79 %
- Средняя скорость ветра — 1,8 м/с

| Показатель                    | Янв.  | Фев.  | Март  | Апр. | Май  | Июнь  | Июль  | Авг. | Сен. | Окт. | Нояб. | Дек.  | Год   |
| ----------------------------- | ----- | ----- | ----- | ---- | ---- | ----- | ----- | ---- | ---- | ---- | ----- | ----- | ----- |
| Абсолютный максимум, °C       | 0,9   | 0,9   | 15    | 21   | 24   | 29,2  | 33    | 30,2 | 27   | 19   | 16    | 0,9   | 33    |
| Средний суточный максимум, °C | 0,8   | 0,9   | 3,2   | 17,1 | 21   | 25,4  | 24,3  | 26,4 | 19,9 | 14   | 5,6   | 0,5   | 13,3  |
| Средняя температура, °C       | −6,2  | −5,2  | −4    | 1    | 9,9  | 18,1  | 18,2  | 18,4 | 12,5 | 0    | −2    | −4,1  | 4,72  |
| Средний суточный минимум, °C  | −20,9 | −17,9 | −16,2 | −3,7 | −0,5 | 11    | 13,7  | 13,8 | 6,8  | −5,3 | −9,7  | −14,3 | −3,6  |
| Абсолютный минимум, °C        | −29,6 | −22,6 | −24,9 | −6,1 | −7,4 | 0,8   | 13    | 13   | −1,5 | −8,7 | −17,6 | −24,8 | −29,6 |
| Норма осадков, мм             | 1,4   | 18,3  | 6,9   | 6,6  | 45,4 | 140,4 | 130,7 | 71   | 41,1 | 23,7 | 4,5   | 19,7  | 509,5 |
| Источник: База данных RP5.ua  |       |       |       |      |      |       |       |      |      |      |       |       |       |

## Население
По данным переписи 2001 года, украинцы составляли 99,35 % населения Турки.

### Языковой состав
Родной язык населения по данным переписи 2001 года:
| Язык       | Численность, чел. | Доля     |
| ---------- | ----------------- | -------- |
| Украинский | 7 413             | 99,64 %  |
| Другое     | 27                | 0,36 %   |
| Итого      | 7 440             | 100,00 % |

Украинский язык является основным и единственным официальным языком города.

## История
- Турка впервые упоминается в начале XV века
- 1730 — получила магдебургское право
- 1856—1939 — уездный город

Существуют различные версии происхождения названия города, но самой распространенной является та, которая связывает его с вымершими турами, многочисленные стада которых водились в этих местах (в раннем гербе города присутствует голова тура, увенчанная большими рогами).
Королевской грамотой, выданной в Медыке 27 июня 1431 г. Владислав II Ягелло даровал Турку выходцу из Валахии Ванче Валахосу (Vancza Valachus) с сыновьями Хотко (Chotko), Иванко (Iwanko) и Янко (Janko). Этот дар был подтвержден грамотой короля Владислава III в 1444 году в пользу братьев Янкa и Хотка, что, в свою очередь, снова подтвердил король Сигизмунд I в 1519 году . В 1730 году, Турке было предоставлено Магдебургское право. После 1730 здесь была организована иезуитская миссия.
В 1730 имеется первое упоминание о поселившихся в городе евреях. В середине XVIII века здесь проживало уже 25 еврейских семей.
До 1772 года Турка находилась в составе Перемышльской земли Русского воеводства Королевства Польского.
С 1772 после раздела Польши — в составе Королевства Галиции и Лодомерии Австро-Венгрии. В 1778 здесь был построен первый кирпичный римско-католический костел, в XIX веке — возникло еврейское кладбище и в 1903 году еврейская община получила право самоуправления. В 1905 через Турку была построена линия железной дороги Самбор—Ужгород.

### Польская Республика
С 23 декабря 1920 года до 4 декабря 1939 года в Львовском воеводстве Польской Республики.
В 1921 в городе проживало 10 030 жителей, из них 4201 еврей.
В 1931 году образован Турковский повят. Турка — центр повята.
1 сентября 1939 года германские войска напали на Польшу, началась Германо-польская война 1939 года.
17 сентября 1939 года Красная Армия Советского Союза вступила в восточные районы Польши — Западную Украину.
28 сентября 1939 года был подписан Договор о дружбе и границе между СССР и Германией, по которому Турка осталась на советской стороне.

### Украинская ССР
C 14 ноября 1939 года в составе Украинской Советской Социалистической Республики Союза Советских Социалистических Республик.
4 декабря 1939 года стал центром Турковского уезда Дрогобычской области (Указ Президиума Верховного совета СССР от 4 декабря 1939 года).
В 1939 году в УССР получил статус города.
17 января 1940 года стал центром Турковского района Дрогобычской области (Указ Президиума Верховного совета СССР от 17 января 1940 года).
22 июня 1941 года германские войска напали на СССР, началась Великая Отечественная война 1941—1945 годов. Жизнь города перестраивалась на военный лад.
27 июня 1941 года оккупирован германскими гитлеровскими войсками.
После оккупации Турки в январе 1942 года начались массовые экзекуции еврейского населения города и окрестностей. В августе 1942 немцы вывезли около 4000 евреев в лагерь смерти в Белжец. В декабре того же года оставшихся в живых евреев Турки депортировали в гетто в Самборе.
26 сентября 1944 года освобождён советскими войсками 4-го Украинского фронта в ходе Карпатско-Ужгородской наступательной операции 9.09-28.10.1944 г.: 18-й армии — части войск 24-й сд (генерал-майор Прохоров, Фёдор Александрович) 95-го ск (генерал-майор Мельников, Иван Иванович); 156-й армейский отряд (майор Юрченко, Иван Ефимович).
На 1 сентября 1946 года город районного подчинения в составе Дрогобычской области.
21 мая 1959 года город и Турковский район Дрогобычской области перешли в состав Львовской области.
До 1968 года в городе дислоцировался артиллерийский полк (в/ч № 28992) Прикарпатского Военного Округа. Командир полка — полковник Трассоруб Иван Михайлович.
В 1972 году имелся хлебокомбинат, сыродельный цех Старосамборского сырзавода; железнодорожная станция на линии Ужгород ‒ Львов. Развита заготовка лесоматериалов.

### Украина
В составе Украины с 24 августа 1991 года.

## Памятники истории
- Римско-католический костел
- Церковь перенесения мощей святого Николая
- Синагога Темпель в Турке
- Еврейское кладбище в Турке
- Городской рынок

## Известные люди
- Адам Карпинский — польский скалолаз, альпинист, покоритель Гималаев, авиаконструктор.
- Игорь Герич (1961—2014) — украинский хирург, доктор медицинских наук, профессор, участник войны в Афганистане
- Михаил Мельник (1889—1944) — военно-общественный деятель
- Степан Попель (1907 дер. Комарники—1987) — шахматист, многократный чемпион Львова и Парижа
- Юрий Тарнавский — украинский поэт и прозаик, один из основателей Нью-Йоркской Группы
- Мирон Утриско (1908—1988) — общественно-политический деятель Турковщины
- Иван Федевич (1883—1939) — общественный деятель
- Зигмунт Альберт (1908—2001) — польский врач-патологоанатом, профессор медицины, ректор (1950—1954) Вроцлавской Медицинской Академии
- Теодор Рожанковский (1875—1970) — украинский политический и военный деятель, адвокат, первый командир Легиона Украинских Сечевых Стрельцов
- Марьян Проминський (1908—1971) — польский прозаик, драматург, переводчик, литературный критик
- Айра Московиц (1912—2001) — американский художник, гравёр
- Абба Хуши (1898—1969) — израильский политик, мэр города Хайфа (1951—1969)
- Карл Шейн (1911—1973) — польский хирург, профессор военно-полевой хирургии
- Мирон Юсипович(1957) — главный дирижёр Симфонического оркестра K&K Phіlharmonіker Австрийской агенции Da Capo Musіkmarketіng Gmbh, Austrіa, руководитель хора K&K Opernchor, заслуженный артист Украины
- Рудольф Регнер (1897—1939) — польский харцер, участник Szarych Szeregów, Biały Kurier, резервный капрал Войска Польского
- Хаим Шрайбер (1918—1984) — создатель крупнейшей британской мебельной компании.
- Яворский, Иван Иосифович (1901—1957) — украинский советский государственный деятель, председатель Дрогобычского облисполкома (1947—1957)

## Население
- 1880—4685 (1786 русинов, 537 поляков, 2356 немцев; по вероисповеданию: 1837 гр.-кат., 450 кат., 2398 иудеев)[11].
- 1921—10030 жителей.
- 1989—7982 (3992 муж., 3990 жен.)[12]
- 2001—7440[13].